# Stef Bloch
Pour les articles homonymes, voir Bloch.
Stéphane Bloch, dit Stef Bloch, est un réalisateur et photographe français né en 1971.

## Carrière
Stef Bloch collabore avec des artistes français et internationaux tels que Bérurier Noir, Jacques Higelin, Le Peuple de l'Herbe, Micropoint, Michel Fugain, Maurane, Yann Destal, Gnawa diffusion, Ska-P, The Gladiators, Meï Teï Shô et Manu Chao ou encore Hubert-Félix Thiéfaine.
Il crée la scénographie vidéo de la tournée internationale de Vitalic en 2007 et Micropoint, et il accompagne et filme, entre autres, les tournées de Bérurier Noir et du Peuple de l'Herbe pour qui il réalise les DVD officiels.
Depuis 2010, il collabore également aux projets du centre d'art contemporain international Le Consortium à Dijon. Il réalise notamment des documentaires et des portraits d'artistes tels que Joe Bradley, Jean-Marie Appriou, Bertrand Lavier Julia Scher, Brian Dewan (en), Sherrie Levine , John M. Armleder ou Rodney Graham. 
Depuis 2012, il entreprend également plusieurs séries photographiques autour des notions d’archive et de représentation. Ses portraits paraissent dans diverses revues d’art et il entreprend sa première exposition au Caire, en Égypte, à l'occasion de la « Cairo Tattoo Convention ».

## Filmographie

### DVD
- 2000 : The Gladiators, Live in Paris. Production : XIII bis Records & Mediacom.
- 2000 : C'est tellement Joly Sylvie Joly à Mogador - sur le DVD Je suis votre idole.
- 2005 : Ethnopaire, Animalien, DVD live et nombreux bonus du groupe anarcho-punk Ethnopaire. Production : Folklore de la zone mondiale[2].
- 2005 : Bérurier Noir, L'Opéra des loups, DVD live et bonus couvrant la période de la reformation du groupe (2003-2006). Production : Folklore de la zone mondiale[3],[4].
- 2006 : Meï Teï Shô, Dance & Reflexion, DVD live et bonus. Production : Jarring Effect[5].
- 2007 : Gnawa Diffusion, Fucking Cowboys, DVD live et bonus. Production : UWE, Djamaz.
- 2008 : Le Peuple de l'Herbe, Live, DVD live et bonus. Production : Boneplak/PIAS[6],[7].

### Documentaires
- 2004 : Terriroire libéré / Bérurier Noir au Québec 2004 - documentaire sur le concert de Bérurier Noir au Québec ;
- 2006 : Jacques Higelin - documentaire sur la tournée de Jacques Higelin, Higelin enchante Trenet ; documentaire sur l'enregistrement de l'album Amor Doloroso ;
- 2008 : Ska-P/Zénith de Paris 2008 - documentaire sur la venue du groupe Ska-P au Zénith de Paris ;
- 2008 : Anti-pop Consortium - documentaire sur la venue du groupe à Dijon ;
- 2008 : Le Peuple de l'herbe, Historique[6] ;
- 2009 : Paris-plumes, un pari fou - documentaire sur la création d'un spectacle de cabaret par les designers et l'héritier du Lido de Paris ;
- 2012 : Le Monde comme volonté et comme papier-peint - documentaire sur l'exposition de Michel Houellebecq adaptée de son livre La Carte et le Territoire ;
- 2012 : Julia Scher, Girl dogs, haus of Scher - documentaire sur l'exposition de Julia Scher au Consortium, centre d'art contemporain.
- 2012 : Luigi Ontani - documentaire sur l'exposition de Luigi Ontani au Consortium, centre d'art contemporain.
- 2013 : Phillip King - portrait of an artist, au Consortium, centre d'art contemporain.
- 2013 : Dadamaino - portrait of an artist, au Consortium, centre d'art contemporain.
- 2013 : Alex Israel - portrait of an artist, au Consortium, centre d'art contemporain.
- 2014 : Conversation avec Pierre Debauche
- 2014 : (en) Joe Bradley by Stef Bloch for Le Consortium
- 2015 : Willem De Rooij « The Impassioned No »
- 2015 : Hubert-Félix Thiéfaine - Stratégie de l'inespoir, interview par Pierre Lescure
- 2015 : Hubert-Félix Thiéfaine - Mytilène Island (Making of), interview par Pierre Lescure
- 2015 : Hubert-Félix Thiéfaine - En remontant le fleuve (Making of), interview par Pierre Lescure
- 2016 : Portrait of an artist - Wade Guyton
- 2016 : (Rémy Zaugg) par Xavier Douroux
- 2016 : Conversation avec Maguy Marin
- 2017 : Rodney Graham - “You should be an artist”
- 2018 : Arto Lindsay - At the Consortium
- 2019 : Yan Pei-Ming, l'homme qui pleure

### Clips, sessions acoustiques, captations de concerts
- 1992 : Well Spotted — Noname ;
- 2000 : La Dérive des incontinents — Sublime ;
- 2004 : Maxxo — Kiss From the Star ;
- 2010 : Yann Destal — You Know Me, Life it Goes on, I'm Away ;
- 2010 : Yves Jamait — Close to the Voices ;
- 2011 : Bastien Lallemant — L'Empoisonneuse, Filature, Le Verger ;
- 2012 : Bilal — Rien à gommer ;
- 2013 : Tout va bien, Jamait chante Guidoni ;
- 2015 : Hubert-Félix Thiéfaine — Angelus ;
- 2015 : Hubert-Félix Thiéfaine — VIXI Tour XVII 2015 (bande-annonce) ;
- 2015 : Hubert-Félix Thiéfaine — Stratégie de l'inespoir : studio ;
- 2017 : Le Peuple de l'Herbe — Le Peuple de l'Herbe "20 Years of Sound : Retrospective Tour" ;
- 2018 : Risha (Alexander Hacke et David Eugene Edwards) — en concert à La Maroquinerie ;
- 2020 : Burning Heads — Uphill Struggle : concert à La Laiterie, Strasbourg, et à La Vapeur, Dijon[8] ;
- 2020 : Brain damage Feat. Oddateee — en concert à La Laiterie, Strasbourg ;
- 2022 : Dark N Stormy en concert à LaPéniche, Chalon-sur-Saône ;
- 2024 : Mad Marx — More Than Me.

### Captations de spectacles de théâtre et de danse
- 1999 : À la suite... chorégraphié par Odile Duboc
- 2000 : Douche écossaise chorégraphié par Karine Saporta
- 2000 : Quan ses bistis volaven chorégraphié par Tomeu Gomila
- 2001 : Duplex chorégraphié par Laure Bonicel
- 2002 : Manurêva chorégraphié par Laure Bonicel
- 2002 : L'Étal chorégraphié par Pedro Pauwels
- 2016 : Les Femmes savantes mis en scène par Agnès Laroque
- 2017 : Inoxydables mis en scène par Maëlle Poésy
- 2018 : La Bible, vaste entreprise de colonisation d'une planète habitable mis en scène par Céline Champinot
- 2019 : How deep is your usage de l'art ? (Nature morte) mis en scène par Benoît Lambert et Jean-Charles Massera
- 2019 : On vous raconte des histoires mis en scène par Agnès Larroque et Laure Seguette
- 2020 : La Mouette (Je n'ai pas respecté le monopole) mis en scène par Céline Champinot d'après Anton Tchekhov
- 2021 : Les Apôtres aux cœurs brisés (cavernes club band) mis en scène par Céline Champinot

### Fictions
- 2012 : Wrzz, court métrage
- 2013 : série Le Grand Phoque Asthmatique coréalisée avec Philippe Nicolle
- 2014 : L’Idéal Club, par les 26000 Couverts (« l’Été de l’Indien »)